# Старе Бєляни (станція метро)
52°16′55″ пн. ш. 20°56′58″ сх. д. / 52.28194° пн. ш. 20.94944° сх. д.
Старе Бєляни (пол. A-21 Stare Bielany) — станція Першої лінії Варшавського метрополітену, яка була відкрита 25 жовтня 2008, у складі черги «Слодовець» — «Млоціни». Розташована під рогом вулиць Каспровича і Платничої. Станція має 2 берегові платформи, стіни яких зроблені з дерев'яними вставками.

## Опис станції
Колонна станція мілкого закладення, з береговими платформами завширшки 4,5 м завдовжки 120 м. Побудована відкритим способом. Для людей з обмеженими можливостями обладнана ліфтами по одному на кожній платформі. В торці станції розташовані ескалатори та стаціонарні сходи.  Конструкція станції була розроблена в конструкторському бюро AIB під керівництвом Здислава Кострева. Інтер'єр був розроблений проф. Мирославом Духовськи. На станції заставлено тактильне покриття.
- Дата початку будівництва — червень/липень 2006
- Дата завершення будівництва — червень 2008
- Дата введення в експлуатацію — 25 жовтня 2008 року
- Вартість будівництва двох станцій і тунелів — 217 697 410 злотих.

## Пересадки
- Автобуси: 103, 156, 181, 197, 397

## Галерея

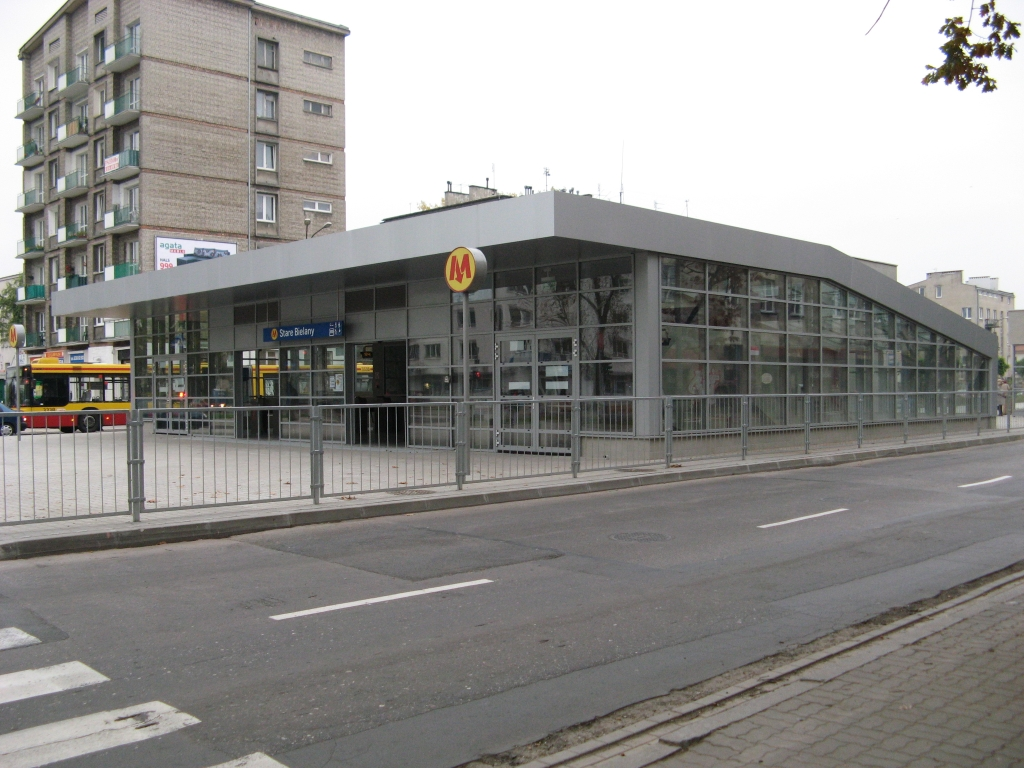
Вхід на станцію
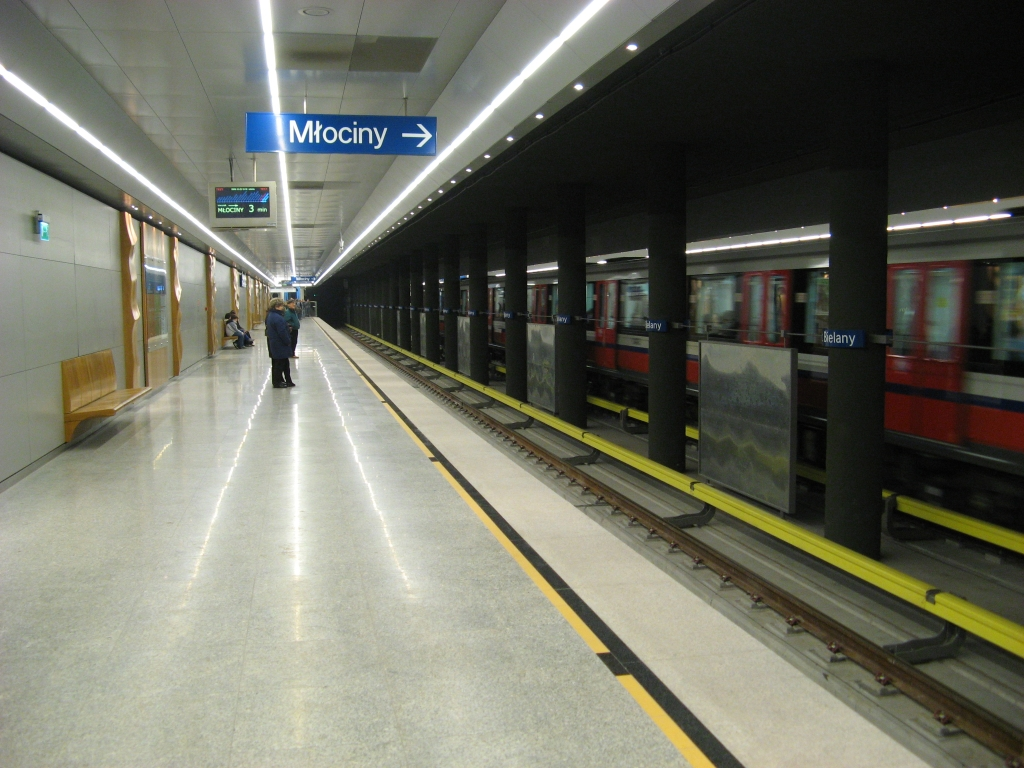
Посадкова платформа на станції
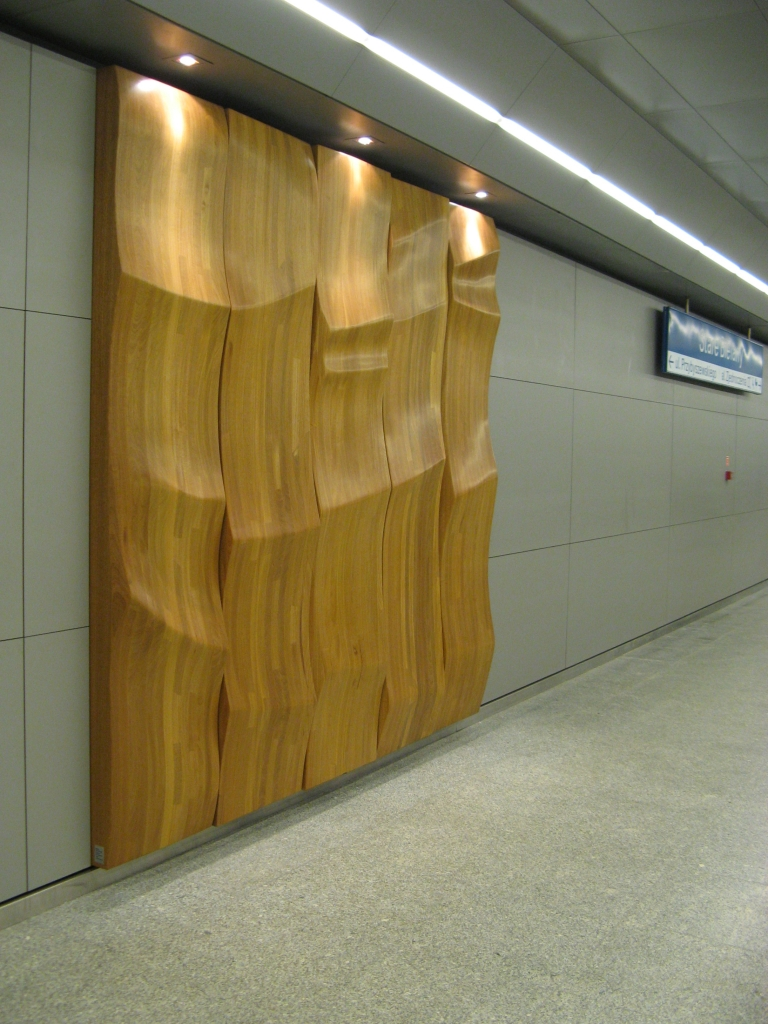
Вигляд станції Старе Беляни
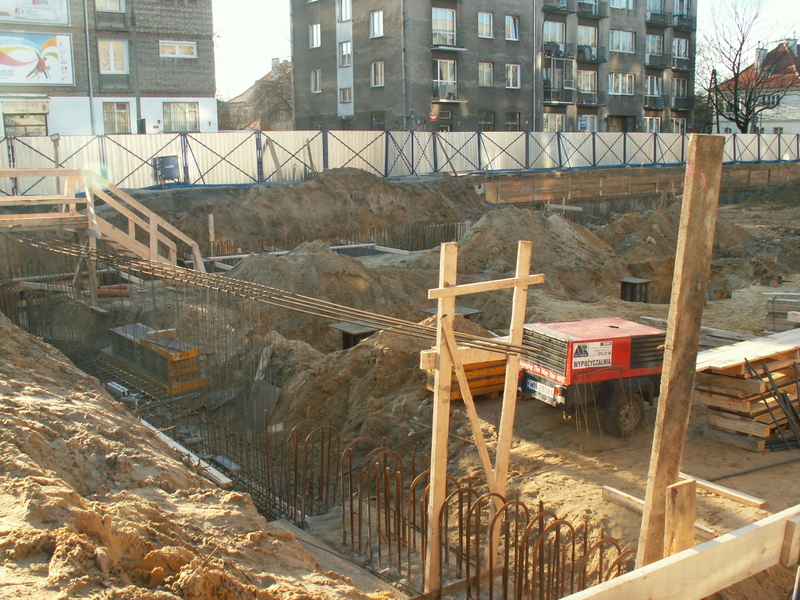
Будівництво станції